# Paolo Benvenuti
Pour les articles homonymes, voir Benvenuti.
Paolo Benvenuti, né le 30 janvier 1946 à Pise, en Toscane, est un réalisateur, scénariste et producteur de cinéma italien.

## Filmographie
- 1969 : Fuori gioco (court-métrage)
- 1971 : Del Monte Pisano (court-métrage)
- 1972 : Medea, un maggio di Pietro Frediani (moyen-métrage) (documentaire)
- 1974 : Frammento di cronaca folgare (documentaire)
- 1978 : Cantamaggio (court-métrage)
- 1979 : Il Cartapestaio (court-métrage)
- 1983 : Il Giorno della regata (court-métrage)
- 1984 : Fame (court-métrage)
- 1988 : Il Bacio di Giuda
- 1992 : Confortorio
- 1996 : Tiburzi
- 2000 : Gostanza da Libbiano
- 2003 : Segreti di stato
- 2008 : Puccini e la fanciulla